# Alabama Legislature

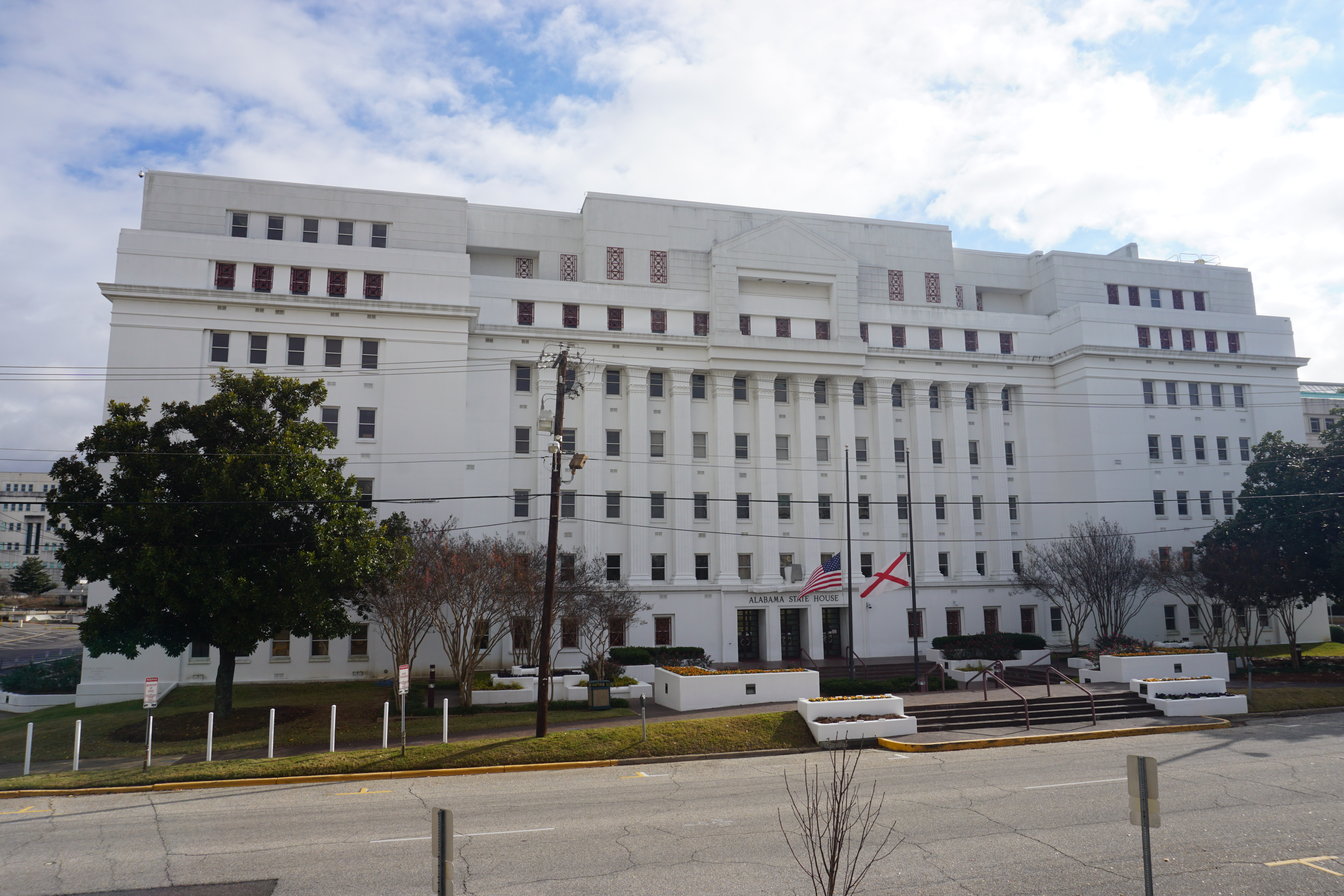
Die Legislature tagt im Alabama State House

Die Alabama Legislature ist die State Legislature und damit die Legislative des US-Bundesstaats Alabama und wurde 1818 geschaffen als Legislative des Alabama-Territoriums. Sie besteht aus dem Repräsentantenhaus von Alabama, das als Unterhaus fungiert, sowie dem Senat von Alabama als Oberhaus. Verfassungsmäßiger Sitz der Legislature ist das Alabama State Capitol in Montgomery. Seit einer Renovierung 1985 tagt sie aber im Alabama State House, ebenfalls in Montgomery, was durch einen Verfassungszusatz legitimiert wurde. 
Das Repräsentantenhaus besteht aus 105 Mitgliedern, der Senat aus 35. Beide Häuser werden auf vier Jahre gewählt, wobei jeweils alle Sitze zur Wahl stehen. Der Wahltag fällt mit den Halbzeitwahlen des Bundeskongresses zusammen. Gewählt wird also in Jahren, in denen kein US-Präsident gewählt wird.
Wählbar sind US-Bürger, die seit mindestens drei Jahren in Alabama und mindestens ein Jahr im entsprechenden Wahlbezirk leben, und die im Wählerregister eingetragen sind. Das Mindestalter beträgt 25 Jahre für den Senat, 21 Jahre für das Repräsentantenhaus.